# Fraser Point
Der Fraser Point ist eine Landspitze an der Nordküste von Laurie Island im Archipel der Südlichen Orkneyinseln. Sie liegt zwischen der Marr Bay im Westen und der östlich gelegenen Mackintosh Cove.
Erste Kartierungen erfolgten 1903 bei der Scottish National Antarctic Expedition (1902–1904) unter der Leitung des Polarforschers William Speirs Bruce sowie zwischen 1912 und 1913 durch den norwegischen Walfängerkapitän Petter Sørlle. Wissenschaftler der britischen Discovery Investigations nahmen 1933 eine weitere Kartierung vor und benannten die Landspitze nach dem schottischen Zoologen Francis Charles Fraser (1903–1978), der an den Discovery Investigations beteiligt war.